# ساختار چهارم پروتئین

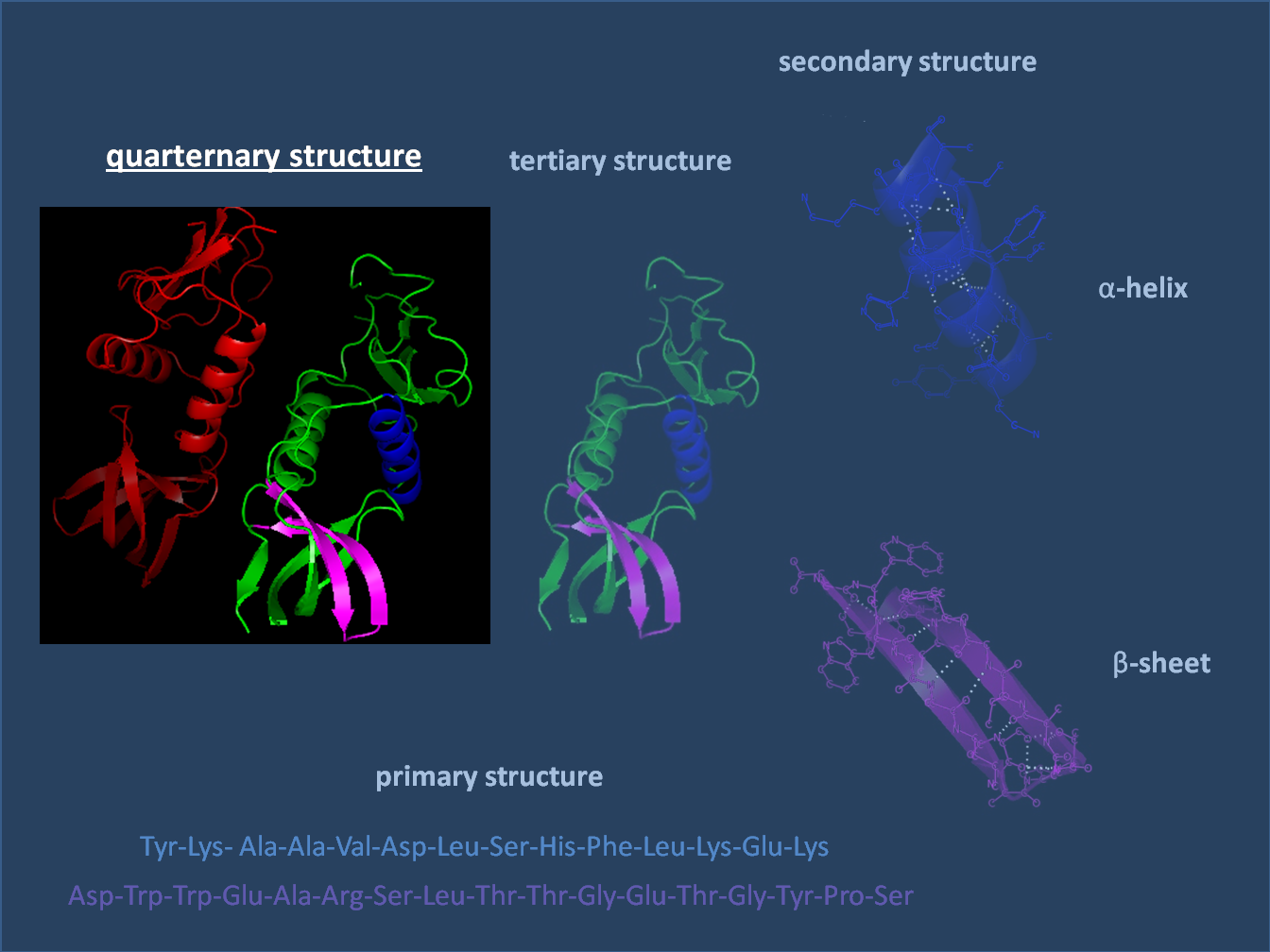
ساختار یک پروتئین 1EFN با تمرکز بر ساختار چهارم.

ساختار چهارم پروتئین (انگلیسی: Protein quaternary structure)  ساختار ناشی از تجمع چند زیرواحد بس‌پپتیدی به شکل یک پروتئین یا یک ساختار به‌هم‌پیوسته است که از طریق اتصالات عرضی با رشته‌های دِنا ایجاد شده است.